# Сингаловский Арон
Сингаловский Арон (1889, Ленино Мозырского уезда Минской губернии (ныне Житковичский район, Гомельская область) — 7 октября 1956, Париж) — общественный деятель, писатель, публицист. Один из основателей и руководителей World ORT (Всемирного Общества Ремесленного Труда) и создатель школ ОРТ в Израиле.

## Биография
Сингаловский Арон родился в состоятельной семье Зелика Сингаловского и Фрады Каган. Помимо него в семье были дети — Сара, Нахум ( химик — Наум Захарович Сингаловский ), Яков, Шахно, Иешуа ( профессор ботаники в Израиле, отец израильского историка и политика Меира Авизохара.
Получил юридическое образование в Германии, философское — в Швейцарии. С 1912 один из создателей Всемирного Общества распространения ремесленного и земледельческого труда среди евреев (ОРТ), основатель его теоретической концепции. В 1919 был редактором первой ежедневной газеты на идиш «Дер фрайтаг» в Берлине.
Во Франции в течение нескольких десятилетий был председателем Центрального правления ОРТ, выступал с докладами в секциях ОРТа. Инициатор создания Международного бюро труда, организатор периодических съездов ОРТ, Международного конгресса 1954 в Женеве (к 75-летию организации). Член Клуба еврейских писателей имени Шолом-Алейхема. С 1933 участвовал в собраниях и вечерах клуба, посвященных писателям и ученым (в том числе Л. Перецу, В. И. Темкину, С. М. Дубнову и др.). В 1938 вошёл в Комитет по созданию в Париже Еврейского авантюрного театра.
Награждён орденом Почётного легиона «за заслуги в деле профессионального обучения молодежи». Автор исследований по философии и социологии труда.
С провозглашением Государства Израиль была создана школа ОРТ Яффо имени Сингаловского.